# عاقوره
عاقوره (به عربی: العاقورة) یک منطقهٔ مسکونی در لبنان است که در شهرستان جبیل واقع شده‌است. عاقوره ۱۰٫۵ کیلومتر مربع مساحت دارد ۱٬۴۵۰ متر بالاتر از سطح دریا واقع شده‌است.